# Luigi Bianchi (militare)
Luigi Bianchi (Varese, 23 settembre 1908 – Roma, 6 aprile 1997) è stato un generale e aviatore italiano, decorato con quattro Medaglie d'argento al valor militare nel corso della guerra di Spagna e nella seconda guerra mondiale, dove fu insignito anche della Croce di Ferro di prima e seconda classe. Nel dopoguerra ricoprì alti incarichi in seno all'Aeronautica Militare e alla NATO: Vicecomandante delle Forze Aeree Alleate del Sud Europa, comandante della 56ª Tactical Air Force della e 5ª Allied Tactical Air Force (ATAF) a Vicenza, della I Regione Aerea di Milano, presidente del Centro Alti Studi Militari, presidente del Consiglio Superiore delle FF.AA., e presidente del Centro Studi per la Difesa.

## Biografia
Nacque a Varese il 23 settembre 1908, e si arruolò giovanissimo nella Regia Aeronautica nel corso del 1927, conseguendo il brevetto di pilota presso la Scuola di volo di Passignano sul Trasimeno  il 30 ottobre dello stesso anno, su idrovolanti Macchi M.7 e Macchi M.18. Divenne pilota militare il 7 giugno 1928, conseguendo il relativo brevetto presso la Scuola di volo di Capua, volando su Ansaldo A.300/4.
Nominato sottotenente di complemento il 21 dello stesso mese, fu assegnato al 21º Stormo Osservazione Aerea il 1 agosto, rimanendovi per un breve periodo in quanto il 16 ottobre venne ammesso a frequentare la Regia Accademia Aeronautica di Caserta, seconda classe del Corso Eolo, da cui uscì  con il grado di sottotenente in s.p.e. nel 1931.
Tra l'agosto e il settembre dello stesso anno prestò servizio presso il 4º Gruppo del 7º Stormo, volando a bordo dei bombardieri Caproni Ca.101, venendo quindi assegnato alla Scuola caccia, prestando dapprima servizio presso la 2ª Squadriglia Allenamento Caccia di Aviano, dotata di Fiat C.R.20, e a partire dal febbraio 1932 alla 1ª Squadriglia di Castiglione del Lago, divenendo istruttore il mese successivo.
Tra il 2 agosto e il 27 settembre 1933 fu uno degli istruttori per il primo gruppo di piloti tedeschi della Luftwaffe, tra cui i futuri assi Mölders e Galland, che si addestravano clandestinamente in Italia a Grottaglie. Tra il 1933 e il 1934 svolse attività di insegnamento di navigazione aerea di carattere universitario presso la Scuola di Osservazione Aerea di Grottaglie, e quindi fu brevemente assegnato alla 100ª Squadriglia del 5º Stormo Assalto di Ciampino. Il 1 maggio 1934 fu assegnato alla Scuola Centrale di Pilotaggio di Grottaglie, e in base ad un accordo fra i governi italiano e peruviano iniziò a svolgere attività di collaudo dei velivoli appena acquistati, i caccia Caproni Ca.114, gli addestratori Caproni Ca.100, Caproni Ca.113 e i bombardieri Caproni Ca.111. Fu quindi inviato in missione speciale in Perù, dove con addosso la divisa di capitano della locale forza aerea, si adoperò alla formazione della nuova aviazione, collaudando gli aerei appena acquistati, e svolgendo attività di presentazione degli stessi a potenziali acquirenti sudamericani.
Rientrato in Italia nel marzo 1937, fu assegnato allo Stato maggiore della Regia Aeronautica, il 20 settembre partì per partecipare alla guerra di Spagna, assegnato alla 24ª Squadriglia, dotata di 12 Fiat C.R.32, del XVI Gruppo caccia “La Cucaracha” dell'Aviazione Legionaria con il nome di copertura di Luigi Berenghi. In terra iberica ottenne l'abbattimento di due Polikarpov I-16, venne decorato di due Medaglie d'argento al valor militare e fu promosso al grado di maggiore per meriti di guerra il 21 luglio 1938.
Rientrato in patria il 2 settembre dello stesso anno, fu ricoverato in ospedale per problemi agli occhi, e il 1 febbraio 1939 fu assegnato allo Stato maggiore R.A. sull'aeroporto di Roma-Centocelle-nord, e poi al Centro Sperimentale
Tra il 30 novembre 1939 e l'8 febbraio 1940 fu mandato in Svezia al fine di sovraintendere il montaggio dei caccia Fiat G.50 Freccia che dovevano essere consegnati alla Suomen ilmavoimat, e di addestrare i piloti finlandesi all'utilizzo del nuovo aereo nel corso della guerra d'Inverno
Assegnato alla Stato maggiore della Regia Aeronautica, il 15 gennaio 1941, in piena seconda guerra mondiale, fu nominato comandante dell'appena costituito 155º Gruppo Caccia Terrestre, equipaggiato con i G.50 Freccia, che dopo dieci giorni partì per combattere in A.S.I.. Si distinse particolarmente tanto da venire decorato con altre due Medaglie d'argento al valor militare e con la Croce di Ferro di prima e seconda classe tedesca.
Ritornato in Italia il 20 dicembre dello stesso anno, il 16 gennaio 1942 fu nominato addetto aeronautico aggiunto presso la Regia Ambasciata italiana a Madrid, con obbligo di residenza presso la Regia Legazione di Lisbona, divenendo in data 1 gennaio 1943 addetto Aeronautico presso quella rappresentanza. A Lisbona conobbe, e nell’ottobre dello stesso anno, sposò Hildegard Klein, figlia dell’Addetto stampa e culturale della locale Ambasciata tedesca, dalla quale ebbe due figli. 
Promosso colonnello, dopo la fine della guerra e il referendum che sancì la fine della monarchia e l'inizio della repubblica italiana, fece parte della piccola delegazione che accolse Re Umberto II al suo arrivo in esilio a Lisbona, il 13 giugno 1946.
Il 25 luglio successivo terminò il suo incarico nella capitale portoghese e, una volta rientrato a Roma, fu assegnato allo Stato maggiore dell'Aeronautica Militare con il compito di riorganizzare le Scuole di volo. Comandò le Scuole di Lecce dal settembre 1948 al 1954, conseguendo l'abilitazione al pilotaggio del North American T-6 Texan, De Havilland DH.100 Vampire, Caproni Trento F.5, Lockheed T-33 Shooting Star e North American F-86E Sabre, con cui compì l'ultimo volo come pilota da caccia il 17 maggio 1960.
Promosso generale di brigata aerea, assunse l’incarico di Vicecomandante della 56ª Tactical Air Force di Vicenza (1 giugno 1954-1 gennaio 1956). Assegnato al comando NATO di Bagnoli con il grado di generale di divisione aerea, assunse l’incarico di Vicecomandante delle Forze Aeree Alleate del Sud Europa, ricoprendolo dal 1 dicembre 1956 al 1 settembre 1958 quando venne nominato comandante della 56ª TAF e 5ª Allied Tactical Air Force (ATAF) a Vicenza. Promosso generale di squadra aerea il 7 gennaio 1959, il 1 luglio 1961 assunse anche il comando della I Regione Aerea, che mantenne fino al 10 aprile 1962.
Ritornato a Roma, negli anni successivi ricoprì alti incarichi: Capo Ispettivo dello Stato Maggiore AMI (12 aprile 1962-1 gennaio 1964), presidente della Sezione Aeronautica preso il Consiglio Superiore delle FF.AA., presidente del Centro Alti Studi Militari (20 ottobre 1964-1 luglio 1966), presidente del Consiglio Superiore delle FF.AA. (22 dicembre-31 dicembre 1964), presidente del Centro Studi per la Difesa Civile (4 settembre 1967). Collocato in ausiliaria il 23 settembre 1968, in riserva dal 1 gennaio 1973, fu posto in congedo assoluto il 23 settembre 1983. Divenuto quasi cieco a causa dell'attività bellica svolta e per quella di volo, durante gli ultimi anni di vita si dedicò ad attività di beneficenza e ricreative in favore del personale dell’Aeronautica.
Si spense presso la sua abitazione, in Roma, il 6 aprile 1997.

## Onorificenze estere
- Grande Ufficiale della Croce peruviana al merito aeronautico,  20 novembre 1967.
- Croce Peruviana di Aviazione di 2ª Classe, agosto 1937.

### Annotazioni
1. ↑  Si classificò primo del suo corso.
2. ↑  Tra il giugno 1932 e l'aprile 1934 svolse attività di volo presso la 5ª Squadriglia Idrocaccia, volando sui Macchi M.41bis, Macchi M.7ter, e Macchi M.18.
3. ↑  Fu riconosciuto affetto da postumi di
emorragia endobulbare e di intervento operatorio per distacco retinico parziale nell'occhio sinistro con riduzione dell’acutezza visiva a 8/10, riconosciuta dipendente da causa di servizio di volo.
4. ↑  Dove conseguì l'abilitazione al pilotaggio dei seguenti velivoli: IMAM Ro.41 Maggiolino, CANT Z.1007bis Alcione, IMAM Ro.57, Fiat C.R.42 Falco, Fiat C.R.32, Fiat G.50, Breda Ba.88, Caproni Ca.135, Savoia-Marchetti S.79 Sparviero, Aermacchi C.200 Saetta, Caproni Ca.164, Caproni-Fabrizi F.5, CANSA C.5, Reggiane Re.2000, Nardi FN.315, Savoia-Marchetti S.85, CANT Z.501 Gabbiano, Caproni Ca.310idro, CANT Z.506B Airone, IMAM Ro.44, Reggiane Re.2001 Falco I, Savoia Marchetti S.M.82 Marsupiale, Bristol Blenheim, Aermacchi C.202 Folgore, Caproni F6M, Bristol Beaufighter, Aermacchi C.205N Orione, Macchi C.205V Veltro, Reggiane Re.2005 Sagittario, Fiat G.55 Centauro e Caproni Ca.603.
5. ↑  Le autorità finlandesi avrebbero preferito che fosse il maggiore Mario Bonzano a curare il montaggio dei velivoli e l'addestramento dei piloti.
6. ↑  Il matrimonio fu tenuto segreto pena l’arresto e la deportazione
dell’intera famiglia della sposa ai sensi della “Sippenhaft” nazionalsocialista in quanto contratto con un “traditore Badogliano”. Ci furono comunque alcune ritorsioni nei confronti del suocero che fu costretto a lasciare la carriera diplomatica e a chiedere asilo politico al Portogallo, dove rimase fino al 1949, quando rientrò in Germania richiamato dal primo governo del cancelliere Konrad Adenauer.
7. ↑  Composta da lui, e dall'ambasciatore italiano, marchese Alberto Rossi Longhi.
8. ↑  All'epoca aveva 51 anni.
9. ↑  Come pilota aveva al suo attivo 5.630 ore di volo di cui 797 di guerra.

### Fonti
1. 1 2 3 4 5 6 7 8 9 10 11 12 13 14 15 16 17  Il Corriere dell'Aviatore n.11/12, novembre-dicembre 2017, p. 39.
2. 1 2 3 4 5 6 7 8  Serra 2011, p. 10.
3. 1 2 3 4 5 6 7 8 9  Bussi 2015, p. 24.
4. 1 2 3  Bussi 2015, p. 25.
5. 1 2 3 4 5 6 7  Bussi 2015, p. 26.
6. ↑  Serra 2011, p. 11.
7. ↑  Bollettino ufficiale 1942, dispensa 18, pag.851, registrato alla Corte dei conti addì 25 agosto 1942, registro n.5 Aeronautica, foglio n.199.
8. ↑  Bollettino ufficiale 1943, dispensa 1, registrato alla Corte dei conti addì 12 marzo 1943, registro n.17 Aeronautica, foglio n.375.
9. ↑   Cavaliere di Gran Croce OMRI Luigi Bianchi, su quirinale.it, Quirinale. URL consultato il 12 giugno 2013.

### Periodici
- ANUA, Familiari e tanti Amici del Generale di Squadra Aerea Luigi Bianchi lo ricordano nel 20º anniversario di quando “volò più in alto”, in Il Corriere dell'Aviatore, n. 11/12, Roma, Associazione Nazionale Ufficiali Aeronautica, novembre-dicembre 2017,  p. 39.
- Maurizio Serra, L'arrivo di Umberto II a Lisbona il 13 giugno 1946, in Il Corriere dell'Aviatore, n. 5/6, Roma, Associazione Nazionale Ufficiali Aeronautica, maggio-giugno 2011,  pp. 9-11.
- Gianandrea Bussi, Luigi Bianchi: tra Italia e Perù anni 1930, in Il Corriere dell'Aviatore, n. 3/4, Roma, Associazione Nazionale Ufficiali Aeronautica, marzo-aprile 2015,  pp. 24-26.